# Житомирска област
Житомирска област (на украински: Житомирська область) е една от 24-те области на Украйна. Площ 26 827 km² (5-о място по големина в Украйна, 4,94% от нейната площ). Население на 1 януари 2019 г. 1 216 699 души (15-о място по население в Украйна, 2,92% от нейното население). Административен център град Житомир. Разстояние от Киев до Житомир 165 km.

## Историческа справка
Основаването на град Житомир се отнася към 884 г., а първото му споменаване в летописите е от 1240 г. През 1795 г. за градове на днешната територия на Житомирска област са признати селищата: Новоград Волински (първи летописни сведения от 1257 г.), Овруч (известен от 977 г.) и Радомишъл (първи сведения за селището от 1150 г.). През 1845 г. за град е признато селището Бердичев. По съветско време, през 1938 г. за градове са признати селищата Коростишев и Малин, а останалите три града в областта са признати за такива след като Украйна става независима държава – Барановка (2001 г.), Олевск (2003 г.) и Чуднив (2012 г.). Житомирска област е образувана на 22 септември 1937 г. от западните райони на Киевска област.

## Географска характеристика
Житомирска област се намира в северната част на Украйна. На север граничи с Беларус (290 km), на изток – с Киевска област, на юг – с Виницка област, на югозапад – с Хмелницка област и на запад – с Ровненска област. В тези си граници заема площ от 29 827 km² (5-о място по големина в Украйна, 4,94% от нейната площ). Дължина от север на юг 230 km, ширина от запад на изток 170 km.
По характера на релефа си областта се дели на две части. Югозападна – заета от централните райони на Подолското възвишение с височина до 300 m, а в северната част се простира обширната, слабо разчленена и силно заблатена Полеска низина, сред която се издига остътъчното и изолирано Овручко възвишение, където се намира и най-високата точка на Житомирска област 316 m (51°22′41″ с. ш. 28°15′44″ и. д. / 51.378056° с. ш. 28.262222° и. д., североизточно от село Городец в Овручки район).
Климатът е умерено континентален с топло и влажно лято и мека и облачна зима. Средна януарска температура -5,6 °C, средна юлска – 18,7 °C. Годишната сума на валежите варира от 515 на юг до 604 mm в Полесието. Продължителността на вегетационния период (минимална денонощна температура 5 °C) е средно около 240 денонощия.
Цялата територия на областта попада във водосборния басейн на река Днепър, като през нея протичат 221 реки с обща дължина 5366 km. През западната и северната ѝ част преминават реките Случ, Уборт и Уж (от басейна на Припят, десен приток на Днепър), а в източната и югоизточната част текат реки, десни притоци на Днепър – Тетерев с левия си проток Ирша, горното течение на Ирпен и левите притоци на Рос. Около 25% от северната част на областта се заемат от блатата на Полеската низина.
В южната лесостепна част на Житомирска област преобладават черноземните почви, в Полесието предимно ливадно-подзолисти, блатни и сиви горски почви. Смесените гори (бор, дъб, габър, ела, осика и др.) и храсти заемат около 30% от нейната площ. Животинският свят е представен от лос, кошута, дива свиня, вълк, лисица, бялка, заек и др., а от птиците се срещат славей, сова, кълвач, глухар, ястреб, диви патки, сиви гъски и др.

## Население
На 1 януари 2019 г. населението на Житомирска област област е наброявало 1 216 699 души (2,92% от населението на Украйна). Гъстота 40,79 души/km². Градско население 58,99%. Етнически състав: украинци 90,3%, руснаци 5,0%, поляци 3,5%, беларуси 0,4%, евреи 0,2%, немци, чехи, арменци и Цигани по 0,1% и др.

## Административно-териториално деление
В административно-териториално отношение Житомирска област се дели на 5 областни градски окръга, 23 административни района, 12 града, в т.ч. 5 града с областно подчинение и 7 града с районно подчинение, 42 селища от градски тип и 2 градски района (в град Житомир).
| Административна единица | Площ (km²) | Население (2017 г.) | Административен център | Население (2017 г.) | Разстояние до Житомир (в km) | Други градове и сгт с районно подчинение                   |
| ----------------------- | ---------- | ------------------- | ---------------------- | ------------------- | ---------------------------- | ---------------------------------------------------------- |
| Областен градски окръг  |            |                     |                        |                     |                              |                                                            |
| 1. Бердичев             | 35         | 76 711              | гр. Бердичев           | 76 711              | 43                           |                                                            |
| 2. Житомир              | 61         | 265 559             | гр. Житомир            | 265 559             | -                            |                                                            |
| 3. Коростен             | 42         | 63 118              | гр. Коростен           | 63 118              | 29                           |                                                            |
| 4. Малин                | 79         | 26 056              | гр. Малин              | 26 056              | 102                          |                                                            |
| 5. Новоград Волински    | 27         | 56 230              | гр. Новоград Волински  | 56 230              | 87                           |                                                            |
| Административен район   |            |                     |                        |                     |                              |                                                            |
| 1. Андрушевски          | 960        | 33 283              | гр. Андрушевка         | 18 595              | 47                           | Червоное                                                   |
| 2. Барановски           | 1000       | 39 896              | гр. Барановка          | 11 654              | 101                          | Довбиш, Каменни Брод, Марияновка, Першотравенск, Полянка   |
| 3. Бердичевски          | 866        | 28 130              | гр. Бердичев           |                     | 43                           | Гришковци                                                  |
| 4. Брусиловски          | 600        | 15 093              | сгт Брусилов           | 4833                | 69                           |                                                            |
| 5. Емилчански           | 2112       | 33 048              | сгт Емилчино           | 6544                | 154                          | Яблонец                                                    |
| 6. Житомирски           | 1441       | 72 068              | гр. Житомир            |                     | -                            | Гуйва, Новогуйвинское, Озерное                             |
| 7. Коростенски          | 1739       | 26 454              | гр. Коростен           |                     | 87                           |                                                            |
| 8. Коростишевски        | 974        | 40 446              | гр. Коростишев         | 25 084              | 29                           |                                                            |
| 9. Лугински             | 994        | 16 482              | сгт Лугини             | 4000                | 121                          | Миролюбов                                                  |
| 10. Любарски            | 757        | 26 730              | сгт Любар              | 2110                | 88                           |                                                            |
| 11. Малински            | 1406       | 18 716              | гр. Малин              |                     | 102                          | Гранитное, Чоповичи                                        |
| 12. Народички           | 1284       | 9460                | сгт Народичи           | 2835                | 140                          |                                                            |
| 13. Новоград-Волински   | 2100       | 45 354              | гр. Новоград Волински  |                     | 87                           | Городница                                                  |
| 14. Овручки             | 3222       | 56 113              | гр. Овруч              | 15 663              | 138                          | Першотравневое                                             |
| 15. Олевски             | 2248       | 41 581              | гр. Олевск             | 10 389              | 172                          | Бучмани, Диброва, Дружба, Новоозерянка, Новие Белокоровичи |
| 16. Попелнянски         | 1037       | 31 073              | сгт Попелня            | 5565                | 72                           | Корнин                                                     |
| 17. Пулински            | 853        | 22 912              | сгт Пулини             | 5361                | 47                           |                                                            |
| 18. Радомишълски        | 1297       | 37 477              | гр. Радомишъл          | 14 348              | 70                           | Белая Криница                                              |
| 19. Романовски          | 928        | 28 277              | сгт Романов            | 7457                | 72                           | Биковка, Миропол                                           |
| 20.Ружински             | 1002       | 27 007              | сгт Ружин              | 54 504              | 109                          |                                                            |
| 21. Хорошевски          | 870        | 34 890              | сгт Хорошев            | 7609                | 54                           | Иршанск, Новая Боровая                                     |
| 22. Черняховски         | 850        | 28 442              | сгт Черняхов           | 9435                | 26                           | Вакуленчук, Головино                                       |
| 23. Чуднивски           | 1037       | 34 803              | гр. Чуднив             | 5495                | 55                           | Великие Коровинци, Иванопол                                |